# Demba Traoré
Demba Traoré, född 22 april 1982 i Stockholm, är en svensk professionell fotbollsspelare (anfallare).
Han har en bakgrund med föräldrar från Finland och Mali.
Traoré är född och uppvuxen i Stockholm och spelade fotboll i AIK och Vasalunds IF i ungdomsåren.
År 2000 flyttade Traoré till engelska Cambridge United FC dåvarande i Football League Second Division som senare ändrade namn till Football League One.
Året efter (2001-01-01) debuterade Traoré för Cambridge United i Football League Second Division i en bortamatch mot Bristol City. 
Efter ett framgångsrikt år med ungdomslaget och reservlaget tecknade Traoré sitt första professionella kontrakt. Säsongen efter (2001/2002) startade Traoré sin första match för klubben, seriepremiären på Abbey Stadium mot Brighton & Hove Albion FC som slutade 0-0. Traoré valdes som ”Man of the Match”. 
Vintern 2003 flyttade Traoré hem till Vasalund IF som då bytt namn till Vasalund/Essinge IF. Där vann Traoré skytteligan i Division 2 Östra Svealand och blev vald till seriens bästa anfallare (2004/2005). Vasalund/Essinge IF tog då steget upp i Division 1.
Efter säsongen i Vasalund/Essinge IF tecknade Traoré ett tvåårskontrakt med grekiska klubben Panetolikos F.C i Agrinio.
Efter två år, 52 matcher och 19 mål för Panetolikos F.C. valde Traoré att inte förlänga sitt kontrakt med klubben.
I början av år 2011 sökte han en ny klubb och provtränade med sin före detta klubb Vasalunds IF:s nya samarbetsklubb Djurgårdens IF. I en intervju med Djurgårdens webb-tv i mars 2011 nämnde han att han kände de eventuella nya lagkamraterna Yosif Ayuba och Pa Dembo Touray sedan tidigare. Efter cirka en veckas provspel valde Djurgården att inte ge något kontraktsförslag. I mars 2011 blev Demba klar för Nybergsund IL-Trysil i norska Adeccoligan. 2012 förlängde Demba kontraktet med Nybergsund IL-Trysil med ett år. 2013 skrev Demba på för ytterligare ett år med samma klubb. Säsongen 2013 blev Demba Traoré lagkapten och tog steget ner i försvaret som mittback för första gången i sin karriär. 
I 2014 blev Demba Traoré klar för Asker Fotball.